# Аньйоло Бронзіно
Бронзіно  (або Аньйоло Бронзіно) повне ім'я  Аньйоло ді Козімо ді Маріано (італ. Bronzino 17 листопада, 1503 — 23 листопада, 1572) — італійський художник доби маньєризму. Робив портрети, релігійні і міфологічні картини. Декоратор і театральний художник (сценограф).

## Життєпис. Ранні роки
Бронзіно — прізвисько (Бронзоватий), які зазвичай отримувала більшість італійських майстрів і за якими вони і увійшли в історію мистецтв. Часто вони гучно відомі саме за прізвиськами, а не за справжніми іменами (Мазаччо, Боттічеллі, Джорджоне, Тінторетто, Палладіо тощо.)
Художню освіту отримав під керівництвом Раффаелліно дель Гарбо и Джакопо Понтормо. Його молодість припала на кризову добу італійського мистецтва і народження маньєризму.

## Художня манера Бронзіно
На художню манеру Бронзіно мала чималий вплив творчість Мікеланджело Буонарротті. Але він узяв з неї перекручені фігури, чекані композиції і віртуозну техніку, а не героїчний дух творів Мікеланджело, не його підвищену духовність, не напружені пошуки нової виразності. Мікеланджело неможливо уявити автором цілком еротичних, куртуазних за змістом картин на кшталт «Венера, Купідон и сатир» (Рим, Палаццо Колонна) чи «Венера, Амур і алегорія Ревнощів» (Музей образотворчих мистецтв (Будапешт), Угорщина), а їх — декілька в творчості Бронзіно.
Мікеланджело принципово відмовлявся займатися портретним живописом. Художник Бронзіно, навпаки, був також популярним портретистом, куди привніс аристократичну холодність, вишуканість, відчуженість від глядача. Але все це мали і портрети Понтормо чи Франческо Сальвіаті, з якими їх плутали, що покажчик чудово засвоених прийомів італійського маньєризму.

## Вельможні покровителі художника

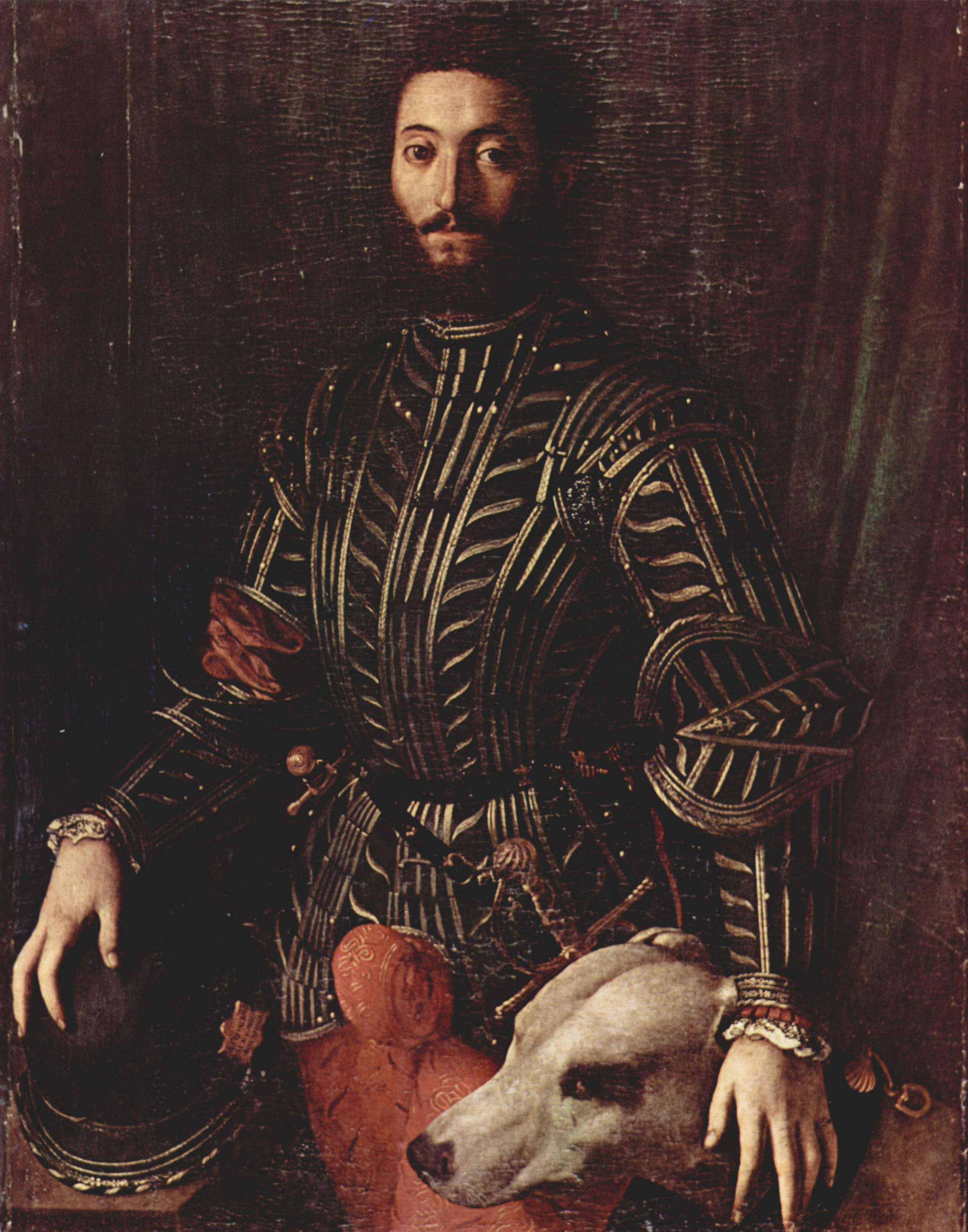
Герцог Урбіно — Гвідобальдо ІІ делла Ровере, 1532

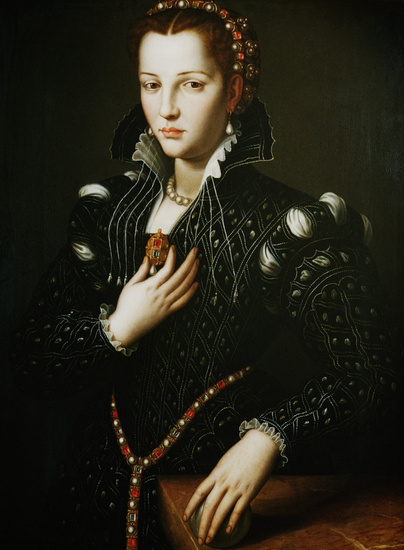
Лукреція де Медічі

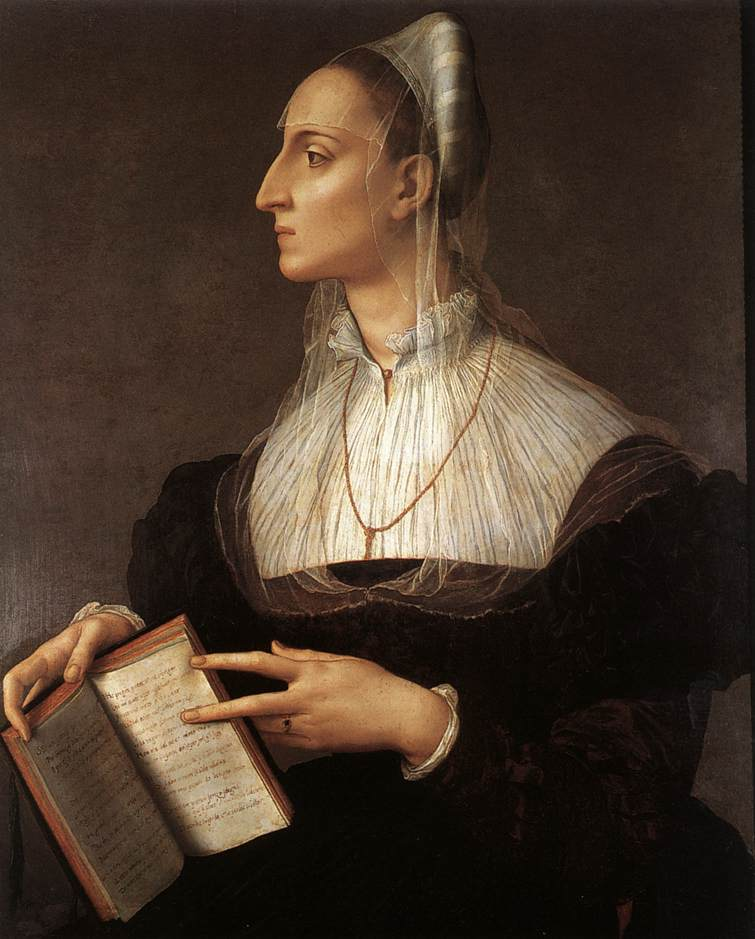
Італійська поетеса Лаура Баттіферрі

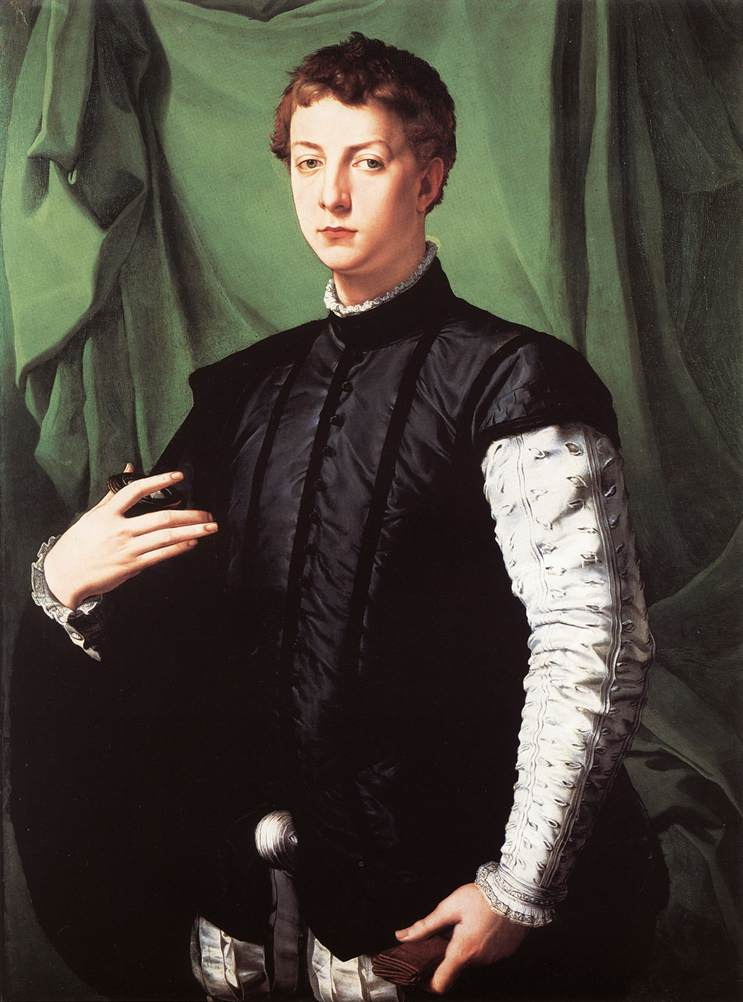
Лодовіко Каппоні, 1551, США

Ще у 1522–1525 рр. Бронзіно працював разом з Понтормо над фресками картезіанського монастиря (Чертоза ді Салуццо), що було доброю школою майстерності для художника — початківця.
В період 1525–1535 рр. Брозіно створив декілька релігійних композицій — часто разом з вчителем. Їх художні манери цього періоду настільки близькі, що відрізнити твори майстрів дуже важко.
Творам Бронзіно був притаманний добрий малюнок, яким взагалі відрізнялись майстри Флорентійської школи живопису. Віртуозне виконання портретів вельможних замовників, нехай і в вишуканій, холодній манері, швидко привабило до майстра увагу можновладців.
Вже у 1530 році він стає надвірним художником Гвідобальдо ІІ делла Ровере, герцога Урбіно. А портрети цього періоду набувають офіційності, холодності. В характеристиці герцога чималу роль відіграють розкішний одяг, паладні лицарські обладунки, що підкреслюють високий соціальний статус моделі. Надзвичайно точний в деталях художник точно відтворив і обличчя Гвідобальдо з виразом утоми і пригніченості.
Перебування при дворі Гвідобальдо ІІ було недовгим. Художника викликали у Флоренцію, де він отримав посаду надвірного художника тепер у Козімо I Медічі. Аби підсилити свій соціальний статус і політичну вагу в Італії, Козімо засватав дочку іспанського віце-короля Неаполя — Елеонору Толедську. З цієї пори Бронзіно починає працювати над портретами вельможної родини Медічі, дітей Козімо і Елеонори Толедської, вельмож Флоренції, наближених до двору Козімо. Мистецька манера майстра іде слідом за іспанськими модами, які принесла з собою Елеонора Толедська (строгий етикет, аристократична холодність, коштовні сукні, пристрасть до перлових намист тощо). Саме такою, аристократично холодною, в коштовній сукні з низками перл вона і постає в портреті Бронзіно разом з сином Джованні. Елеонора помре при житті художника — і навіть в труну Елеонору покладуть в пишній сукні і з низками перл.
Життя при дворі Козімо Медічі не відрізнялося ні спокоєм, ні мудрістю. Але пишний побут можновладців перебивали свята, театральні вистави, народження дітей вельможної родини. Майже на кожну подію при дворі був зобов'язаний відгукуватись і надвірний художник. З документів доби відомі свідоцтва про декор свят і театральних вистав, що робив Бронзіно. На відміну від офіційних портретів його пензля, театральні твори художника не берігли, всі вони зникли.
У 1540–1555 рр. Бронзино виконав ескізи для створення гобеленів на сюжети з Біблії. В Італію прийшла мода на фламандські гобелени. Підтримали цю моду і при дворі Козімо Медічі, для чого з Фландрії запросили у Флоренцію декількох ткачів-фламандців. Твори флорентійської майстерні гобеленів відрізнялися від продукції майстерень Фландрії і якістю, і виконанням через внесок в їх сюжети неспокійного, тривожного духу доби маньєризму, і стилістикою, відмінною від майстерень Брюсселю чи Оденарде.
Тривожність підсилювали цензурні обмеження католицької церкви і настанови Триденського собору, що жорстко канонізував сюжети релігійного живопису. Бронзіно був вимушений рахуватися в нових релігійних композиціях з новими цензурними заборонами. Частку релігійних творів пізнього періоду творчості він виконав разом з прийнятим сином — художником Алессандро Аллорі.
Художник помер у Флоренції і був похований у церкві Сан Христофоро.

## Вибрані твори

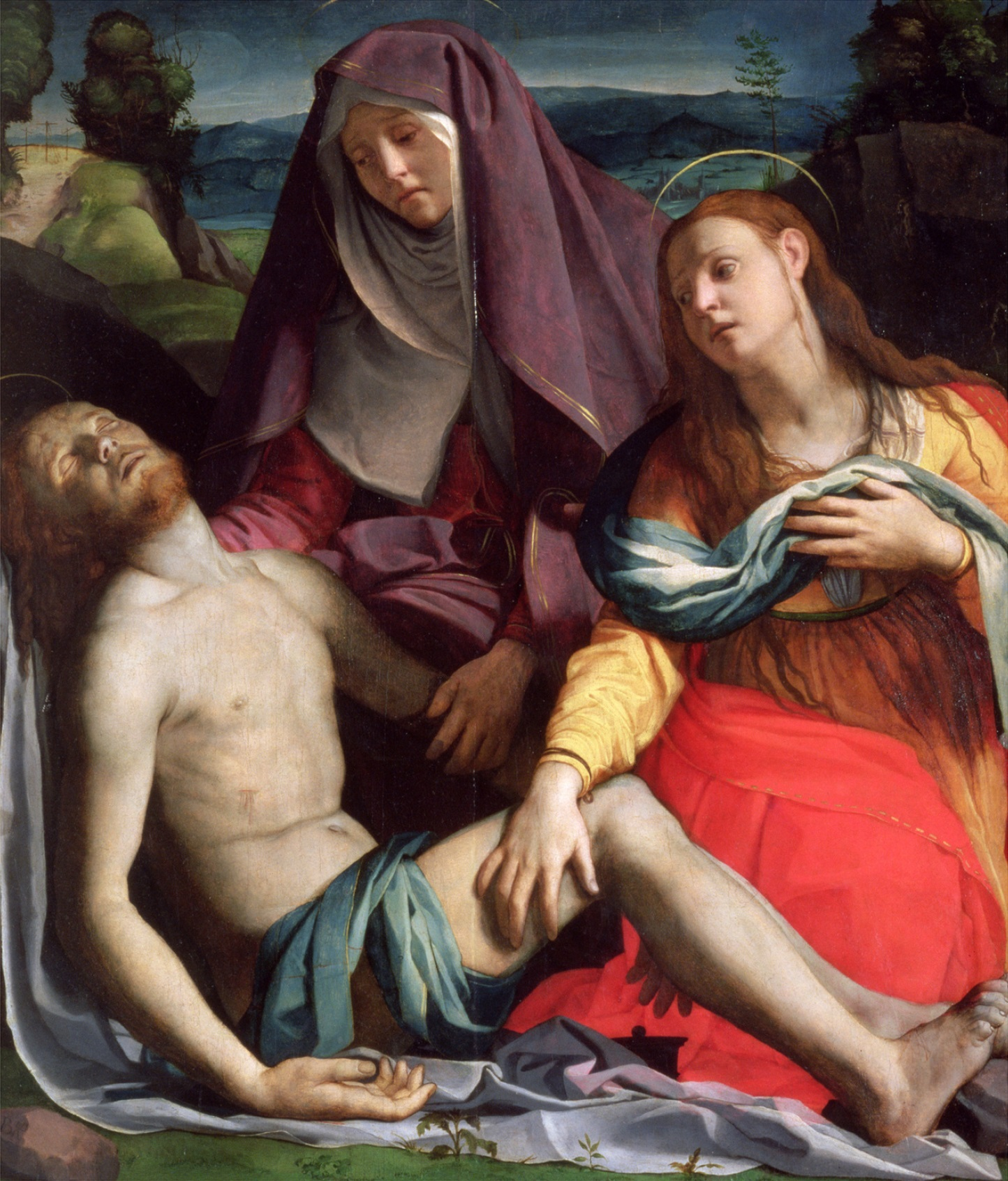
Оплакування Христа, 1530

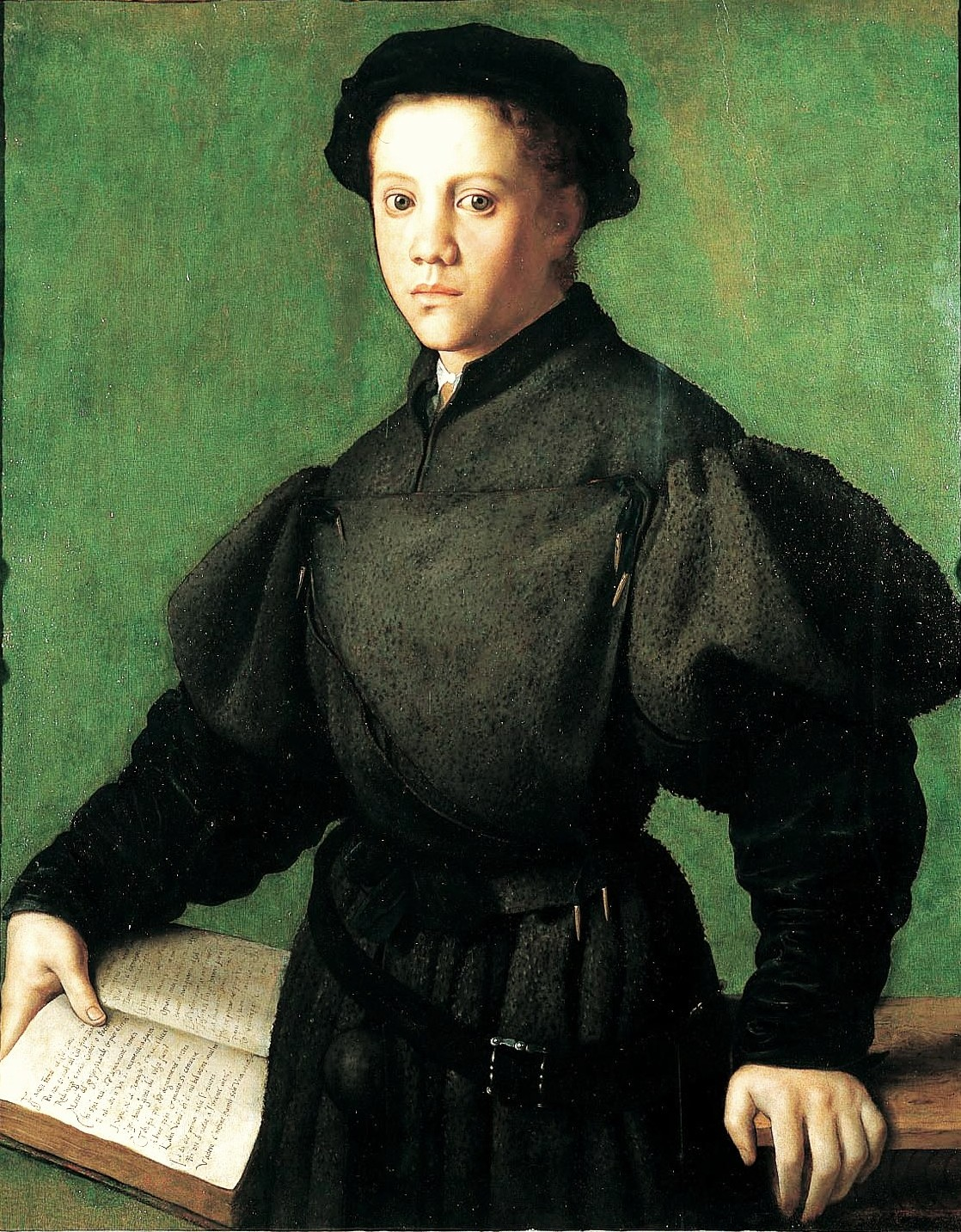
Портрет Лоренцо Ленци підлітком, 1528

- «Свята Родина», Музей образотворчих мистецтв імені Пушкіна, Москва
- «Венера, Купідон и сатир»
- «Венера, Амур і алегорія Ревнощів», Музей образотворчих мистецтв (Будапешт)
- «Святий Себастьян», Музей Тиссена-Борнемісса, Мадрид
- «Портрет Лоренцо Ленци підлітком», 1528, Кастелло Сфорцеско, Мілан
- «Елеонора Толедська», 1529, Берлін
- «Моління Пігмаліона заради оживлення скульптури Галатеї», 1530, Уффіці
- «Оплакування Христа», 1530, Уффіці
- «Портрет юнака з лютнею», 1532, Уффіці
- «Герцог Урбіно — Гвідобальдо ІІ делла Ровере», 1532, Палаццо Пітті
- «Угліно Мартеллі», 1535, Берлін
- «Портрет юнака з вельможної родини», 1540, Метрополітен-музей
- «Лукпеція Панчатікі», 1540, Уффіці
- «Бартоломео Панчатікі», 1540, Уффіці
- «Свята Родина з Іваном Хрестителем», 1540, Уффіці
- «Бія Медічі, дочка Козімо», 1542
- «Бартоломео Панчатікі», 1545, Флоренція, Уффіці
- "Козимо I де Медичи ", 1545, Уффіці
- «Елеонора Толедська з сином Джованні», 1545, Флоренція, Уффіці
- «Стефано Колонна», 1546, Рим, Палаццо Барберіні
- «Аллегория кохання», 1546, Національна галерея (Лондон)
- «Портрет адмірала Андреа Доріа у вигляді бога морів Нептуна», Брера, Мілан
- «Лодовіко Каппоні», 1551, Колекція Фрік, США
- «Портрет невідомого аристократа в чорному», 1555, Національна галерея Канади
- «Невідома пані в червоному», 1555, галерея Сабауда
- «Іван Хреститель в пустелі», 1555, Галерея Богезе, Рим
- «Італійська поетеса Лаура Баттіферрі», 1560, Палаццо Веккіо, Флоренція

## Галерея

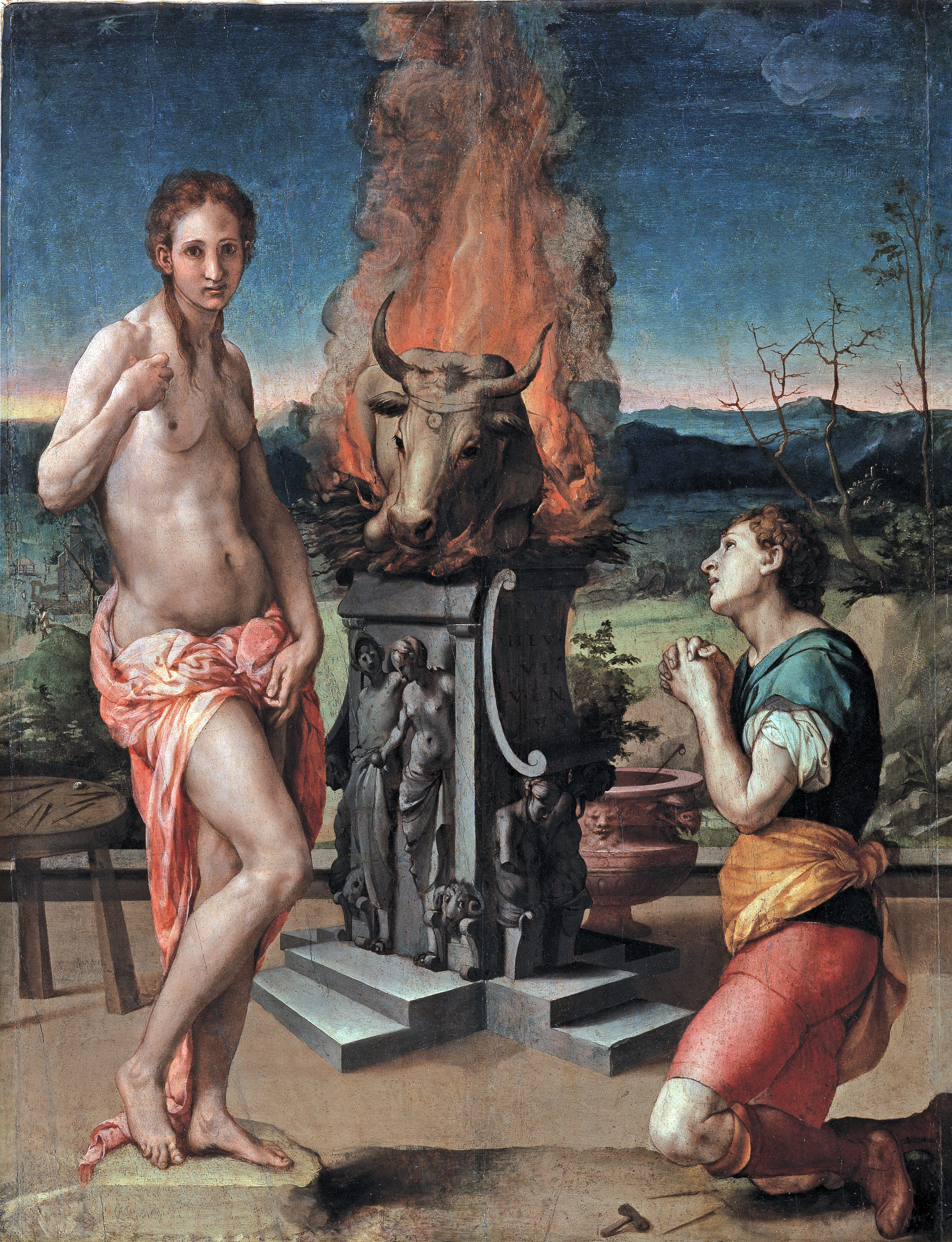
«Моління Пігмаліона заради оживлення скульптури Галатеї»
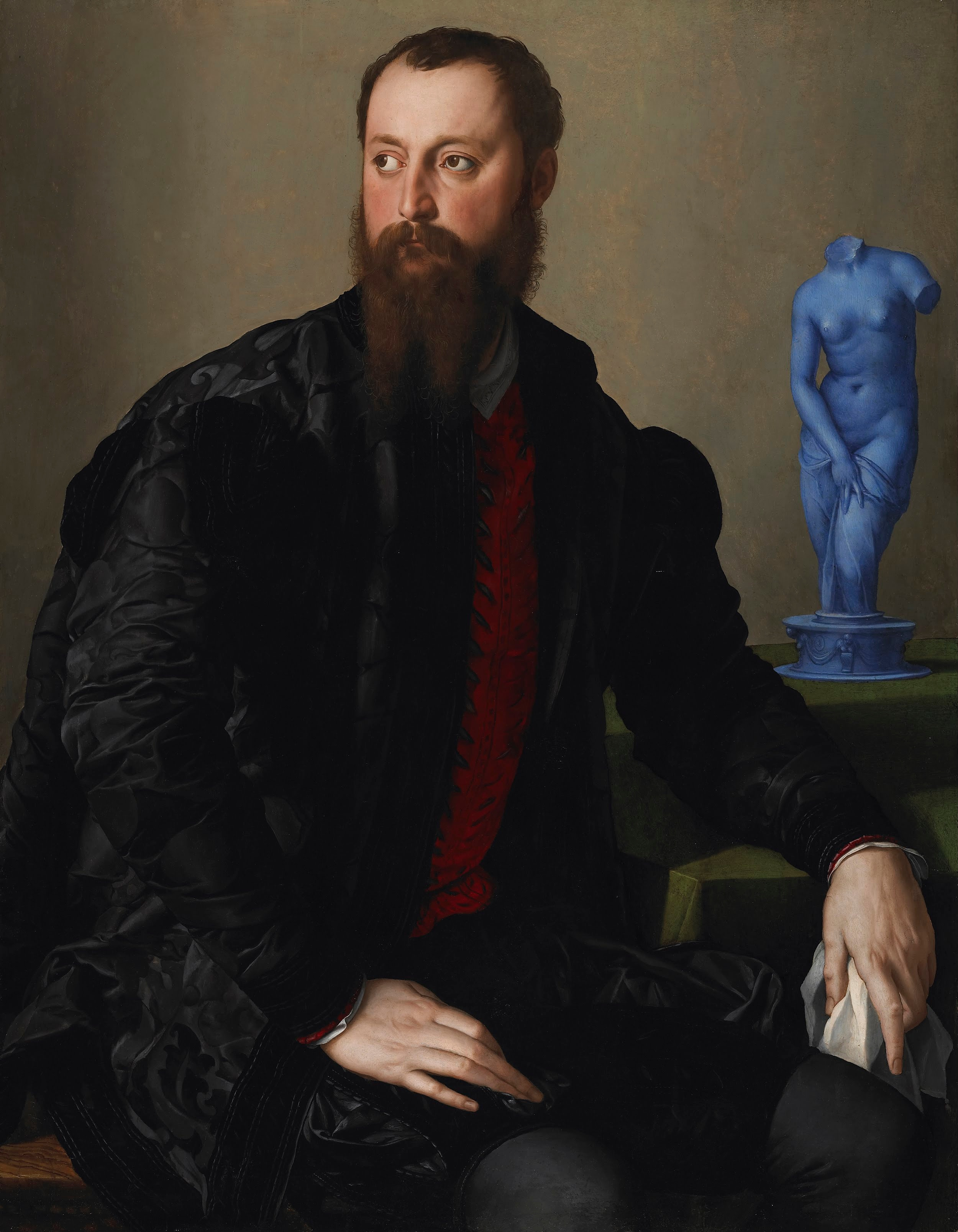
«Портрет невідомого аристократа в чорному», Канада
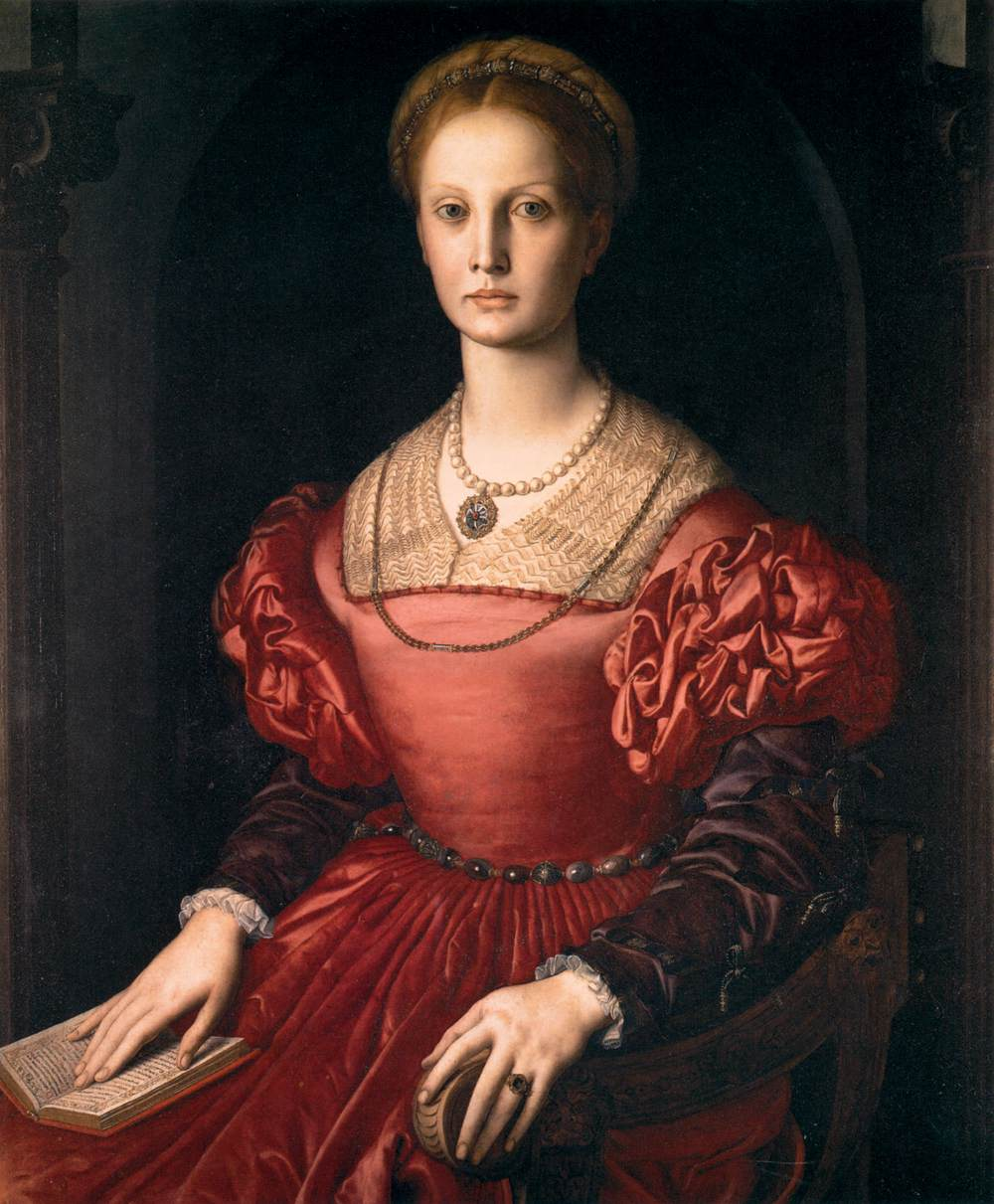
«Лукреция Панчатікі»
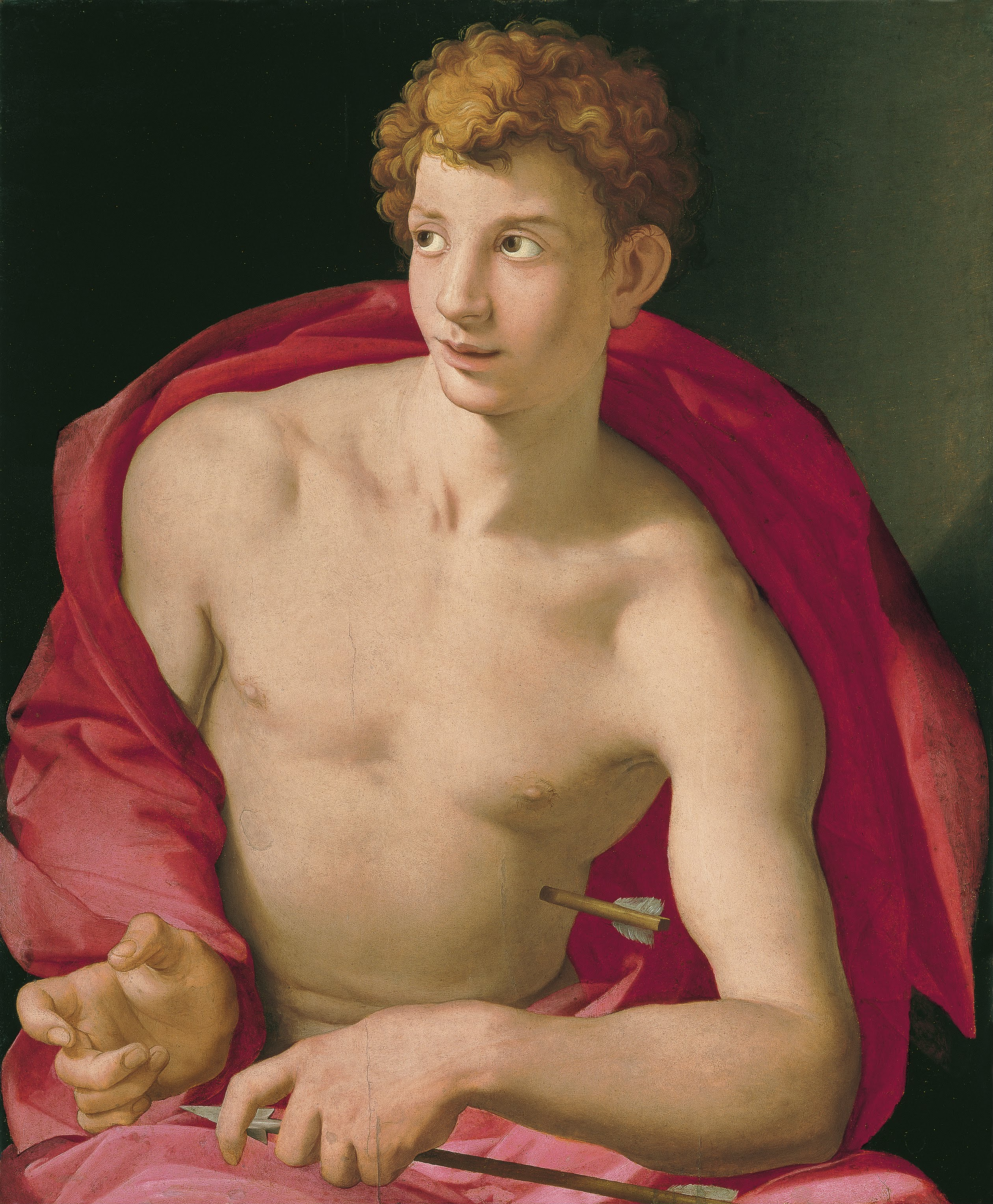
«Святий Себастьян», Мадрид